# Lars Westman
Lars Gustaf Westman, född 16 april 1934 i Saltsjöbadens församling, död 16 januari 2021 i Nacka distrikt, var en svensk journalist och författare.

## Biografi
Lars Westman växte upp i Saltsjöbaden och var sonson till arkitekten Carl Westman och  konstnären Elin Westman. Han var journalist vid Stockholms-Tidningen och i många år journalist och krönikör vid tidskriften Vi. Han gav ut ett flertal böcker, varav några i samarbete med fotografen Reijo Rüster (1932–2003). Hans Pojken och tigern har använts som läsebok för många barn i årskurs 3.
Westman tilldelades 1975 stora journalistpriset i gruppen "annan periodisk press" med motiveringen att han på ett "utomordentligt inträngande, roande och socialt engagerande sätt skildrat den svenska vardagen", såväl på långfärdsseglatser som i domstolssalar eller annars där vardagsmänniskor inspirerar till journalistiska reflektioner och kartlägganden.
Han var gift med textilkonstnären Elin Westman (ej att förväxla med hans farmor Elin Westman).